# Hypsirhynchus
Genre
Synonymes
- Ocyophis Cope, 1886
- Antillophis Maglio, 1970
- Schwartzophis Zaher, Grazziotin, Cadle, Murphy, de Moura-Leite & Bonatto, 2009

Hypsirhynchus est un genre de serpents de la famille des Dipsadidae.

## Répartition
Les espèces de ce genre sont endémiques des Antilles.

## Liste des espèces
Selon The Reptile Database (3 septembre 2013) :
- Hypsirhynchus ater (Gosse, 1851)
- Hypsirhynchus callilaemus (Gosse, 1851)
- Hypsirhynchus ferox Günther, 1858
- Hypsirhynchus funereus (Cope, 1862)
- Hypsirhynchus melanichnus (Cope, 1862)
- Hypsirhynchus parvifrons (Cope, 1862)
- Hypsirhynchus polylepis (Buden, 1966)
- Hypsirhynchus scalaris Cope, 1863

## Publication originale
- Günther, 1858 : Catalogue of Colubrine Snakes in the Collection of the British Museum, London, p. 1-281 (texte intégral).